# Fossette sacro-iliaque

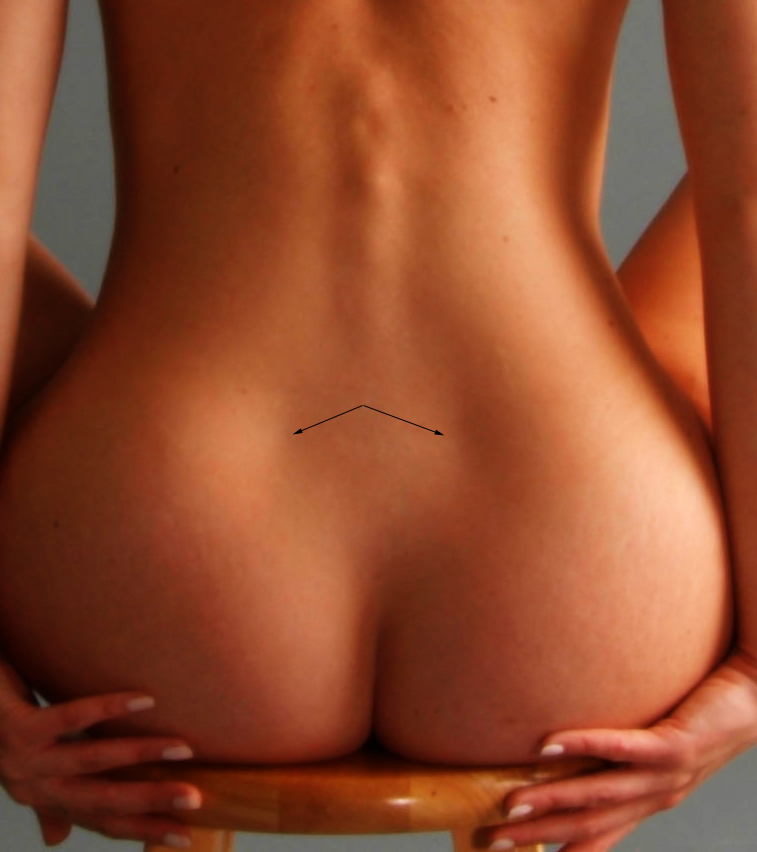
Une femme vue de dos avec ses deux fossettes.

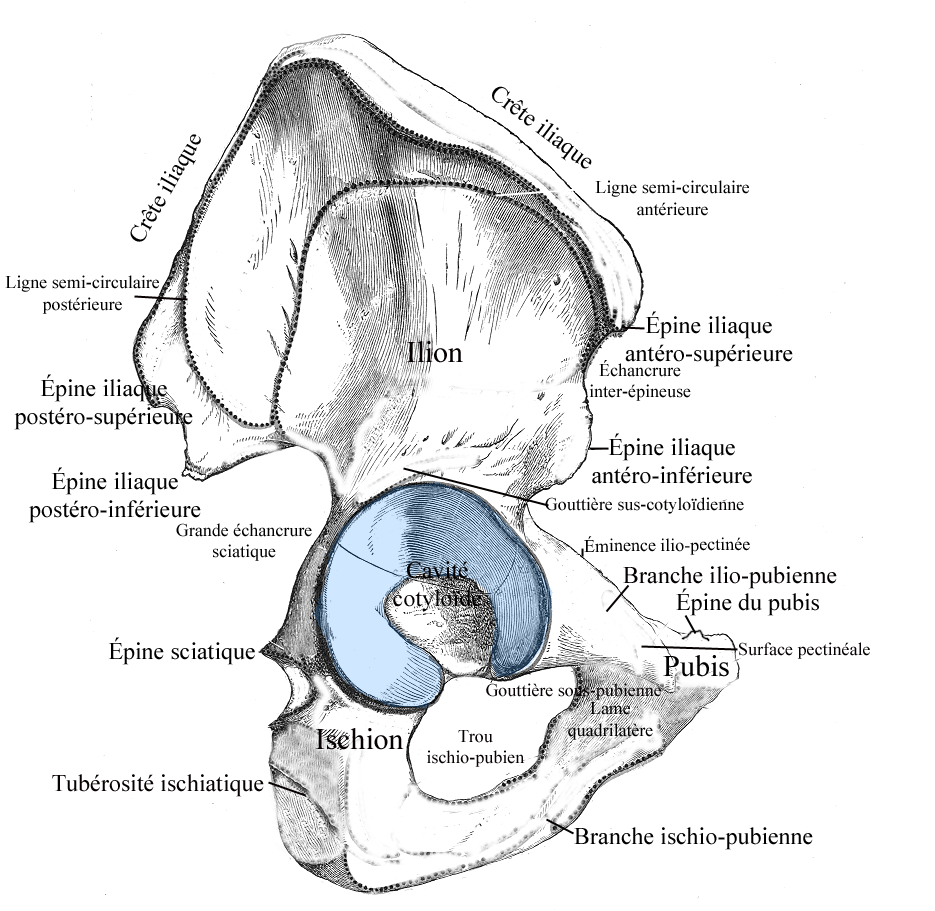
Face externe de l'os coxal montrant l'épine iliaque postéro-supérieure.

Les fossettes sacro-iliaques, appelées aussi fossettes lombaires ou plus communément, en raison de leur connotation sensuelle et érotique, fossettes de Vénus ou salières de Vénus chez les femmes, fossettes d'Apollon ou salières d'Apollon chez les hommes où elles sont plus rares, sont les deux creux que l'on peut apercevoir dans le bas du dos, juste au-dessus du sillon interfessier chez certaines personnes. Elles sont formées par la traction de ligaments courts attachés entre l'épine iliaque postérieure supérieure et la peau. Caractéristique individuelle d'origine génétique, leur  visibilité peut être réduite en cas de dépôt excessif de graisse dans cette zone.
Le losange de Michaelis est délimité par ces ceux fossettes latérales, la fossette supérieure correspondant au retrait de l'apophyse épineuse de la quatrième ou cinquième lombaire et la fossette inférieure au sommet du sillon interfessier.
Des données scientifiques suggèrent que les femmes avec ces fossettes auraient une meilleure circulation sanguine du pelvis, ce qui leur apporterait une meilleure santé, les doterait d'un pouvoir d'attraction plus élevé et leur permettrait d'atteindre plus facilement l'orgasme, mais ces données sont mal étayées et relèvent plus du mythe,.

## Esthétique
Dans les années 2010, des piercings au niveau des fossettes de Vénus, appelés à tort piercings Vénus, sont un effet de mode chez les femmes. 
Sous l'influence de femmes affichant fièrement leurs salières de Vénus sur les réseaux sociaux, ces fossettes deviennent tendances au point qu'une clinique de chirurgie esthétique londonienne, la W1 Wellness Clinic propose depuis 2017 le « V-Spot », un traitement de liposuccion du losange de Michaelis pour créer ou recréer ces fossettes sacro-iliaques.

## Dans l'art
Le losange de Michaelis et ces quatre fossettes sont mis en évidence dans des représentations de nus artistiques, où elles sont souvent associées au corps féminin érotique.

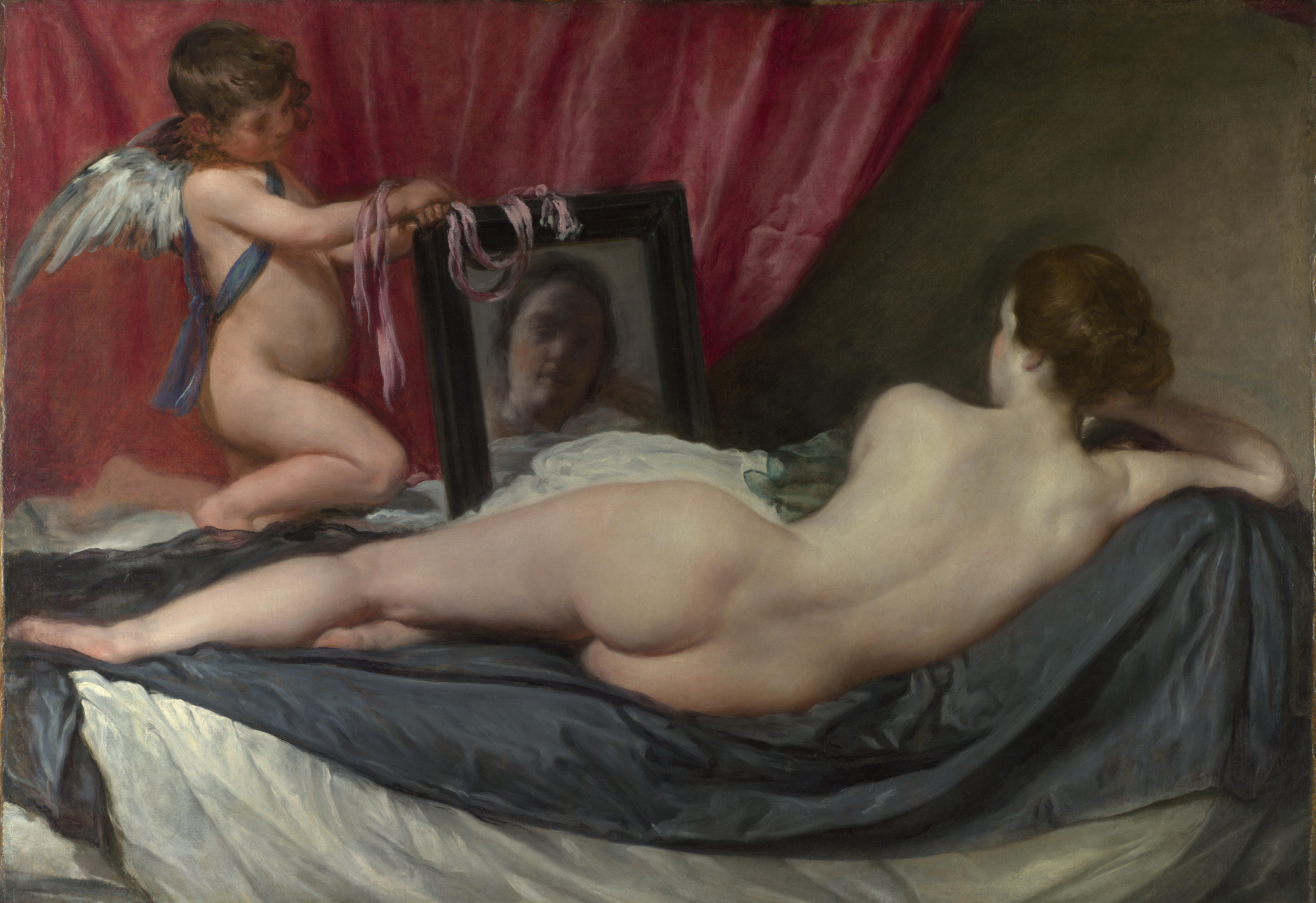
Diego Vélasquez : Vénus à son miroir, 1647–1651.
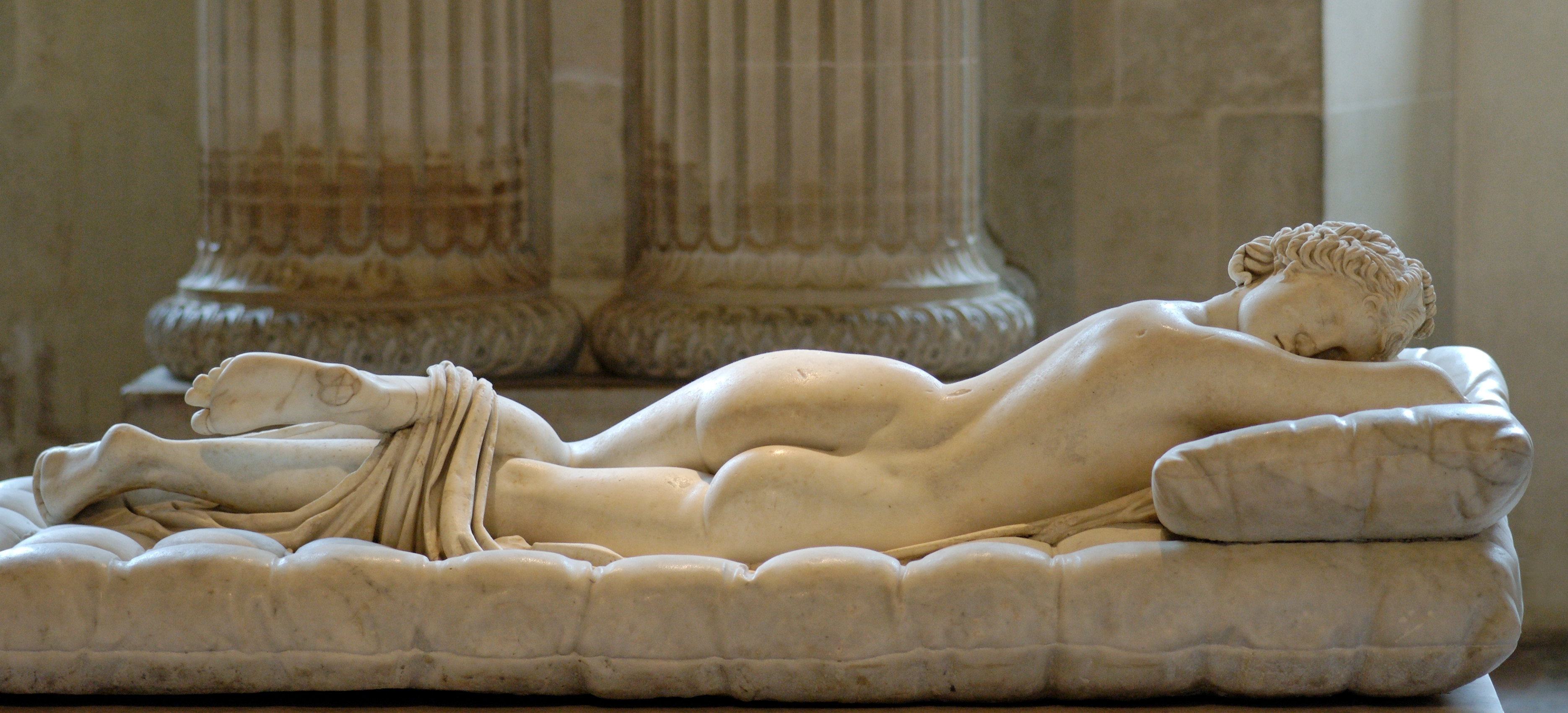
L'hermaphrodite Borghèse, copie romaine du IIe siècle apr. J.-C.

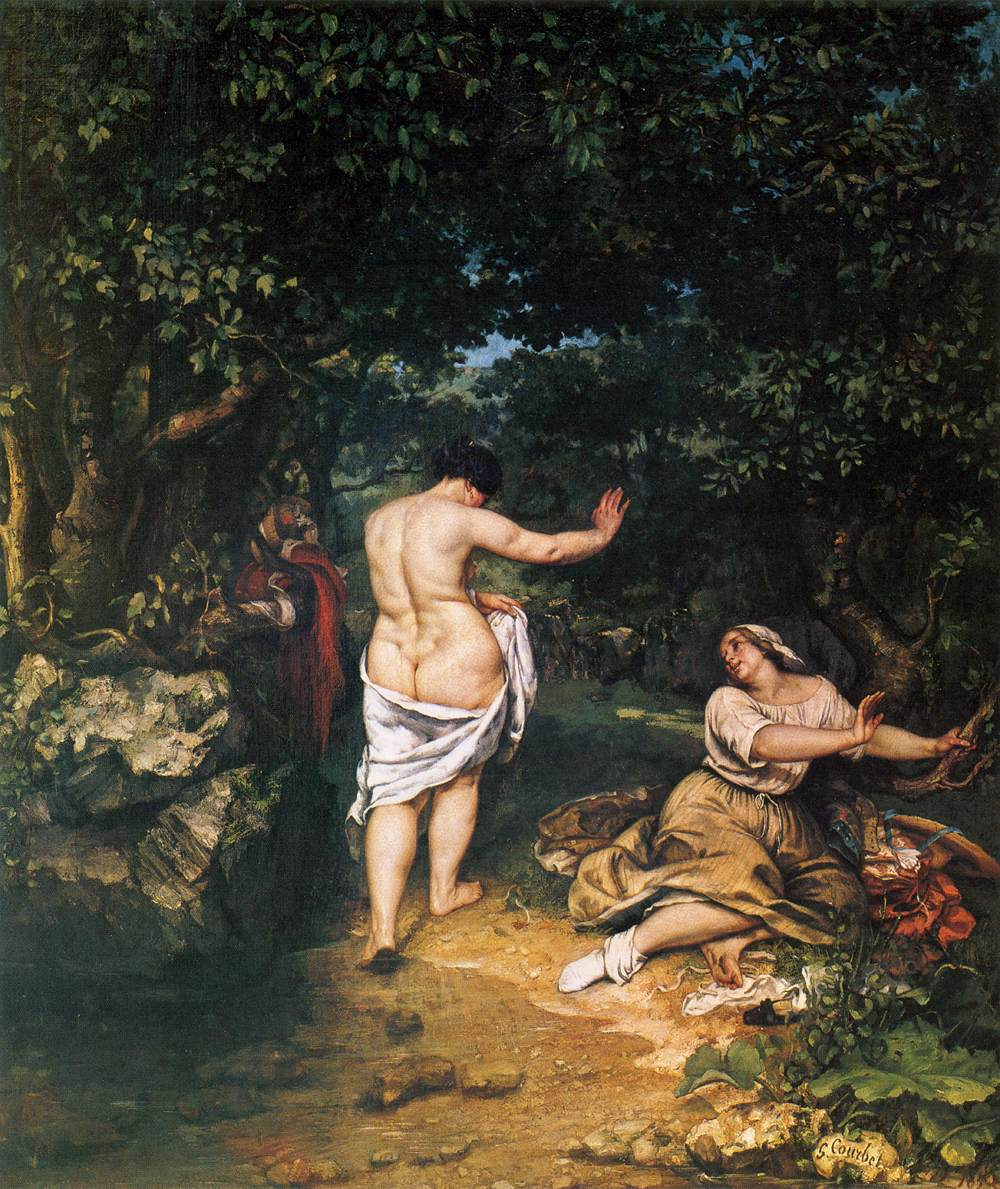
Gustave Courbet : Les Baigneuses, 1853

## Médecine
Ces deux fossettes sont des points de repère en surface (marqueurs anatomiques utilisés dans des greffes osseuses pour éviter les blessures aux nerfs voisins ou pour réaliser des infiltrations médicamenteuses dans l'articulation sacro-iliaque).
En posturologie clinique, le test de stabilité pelvienne en appui unipodal indique des dysfonctions de la stabilisation posturale selon la position de l'épine iliaque postéro-supérieure et de la fossette.